# Ferdi Elmas
Ferdi Elmas (Amsterdam, 13 febbraio 1985) è un ex calciatore turco, nato nei Paesi Bassi, di ruolo attaccante.

## Caratteristiche tecniche
Ala sinistra, può giocare anche come centrocampista esterno sinistro o come trequartista.

## Carriera

### Club
Prodotto delle giovanili dell'Ajax, esordisce in prima squadra con il RKC Waalwijk. Nel 2005, dopo un solo anno nei Paesi Bassi, si trasferisce in Turchia. Nel 2006 prende la nazionalità turca. Il 9 luglio 2008 si trasferisce al Galatasaray, senza scendere mai in campo con i giallo rossi. Dopo una stagione resta svincolato. Dopo circa sei mesi, il 4 gennaio 2010 si accorda con i turchi del Karabükspor, club di seconda divisione. Esordisce il 17 gennaio seguente nella partita vinta 2-1 contro il Samsunspor: subentra all'86' a Emmanuel Emenike. Il 25 aprile 2010 segna la sua prima rete contro l'Hacettepe (2-4). A fine stagione il club vince il campionato di seconda divisione. Il 13 settembre 2010 realizza la sua prima marcatura in Süper Lig con il Kardemir contro il Kasımpaşa, nella vittoria esterna maturata per 2-1. Nell'estate 2011 passa al Karsiyaka, quindi dopo un solo anno di contratto.
Tra il primo luglio 2012 e il primo febbraio 2013 rimane senza squadra, fino a quando firma un contratto con gli azeri del Baku. Dopo sei mesi e sette presenze nella massima serie del calcio azero, torna a essere senza un club. Il 2 febbraio 2015, dopo esser stato fermo un anno e mezzo, è tesserato dal Gaziantep BB, nuovamente in seconda serie. Il 9 luglio 2015 scade il contratto con il Gaziantep BB. Il 6 gennaio 2016 si accorda con il Manisa BB, formazione di quarta divisione del calcio turco.

## Palmarès

### Club

#### Competizioni nazionali
- Lig A: 1

Kardemir Karabükspor: 2009-2010